# Oribatella gigantea
Oribatella gigantea är en kvalsterart som beskrevs av Berlese 1916. Oribatella gigantea ingår i släktet Oribatella och familjen Oribatellidae. Inga underarter finns listade i Catalogue of Life.